# 빅 피쉬 (뮤지컬)
뮤지컬 《빅 피쉬》(Big Fish)는 1998년 출간된 다니엘 월러스의 동명의 소설을 원작으로 앤드류 리파가 곡과 가사를 쓰고, 존 어거스트가 대본을 맡은 뮤지컬이다. 2003년 팀 버튼감독의 동명의 영화도 참조했다. 《빅 피쉬》는 영업사원인 아버지 에드워드 블룸과 그의 다 자란 아들 윌 등 그의 가족의 관계를 재해석한다. 《빅 피쉬》는 CJ ENM 이 글로벌 공동프로듀서로 참여한 작품으로 한국 정서에 맞춰 새롭게 재탄생되어  2019년 12월 4일 초연무대를 가졌다.

## 줄거리
마녀, 인어, 거인 그리고 운명적 사랑... 황홀한 이야기로 온 동네를 들썩이게 만드는 이야기꾼 ‘에드워드’. 하지만 사실과 진실을 좇는 기자 ‘윌’은 도통 믿을 수 없는 아버지의 허풍이 진저리 난다. 너무도 다른 둘의 갈등이 나날이 깊어져 가는 가운데, ‘윌’은 아버지의 병세가 위독하다는 소식을 듣는다. 아버지가 떠나기 전, 그의 ‘진짜’ 인생을 묻기로 한 ‘윌’은 그동안 흘려 들었던 아버지의 이야기에 귀를 기울이기 시작하는데... 모두의 눈 앞에 펼쳐지는 마법 같은 판타지. 사랑을 위해 위대해진 한 남자의 황홀한 모험이 시작된다!

## 등장인물 (2019년 한국공연 캐스트)
- 에드워드 블룸: 남경주, 박호산, 손준호
- 산드라 블룸: 구원영, 김지우
- 윌 블룸: 이창용, 김성철
- 조세핀: 김환희
- 아모스/닥터 베넷: 김태현
- 마녀: 주아

## 창작진
- 원작: 다니엘 월러스 소설 빅피쉬
- 극본: 존 어거스트
- 작사/작곡: 앤드류 리파
- 연출: 스캇 슈왈츠
- 협력연출: 김정한
- 편곡/음악감독: 김성수
- 안무가: 홍유선
- 조명: 이우형
- 무대: 오필영
- 영상: 조수현
- 의상: 김지연

## 뮤지컬 넘버
| 제1막 - 이야기의 주인공 (Be the Hero) - 인생은 끝을 향한 여행 (I Know What You Want) - 인생은 끝을 향한 여행 리프라이즈 (I Know What You Want Reprise) - 이 낯선 느낌 (Stranger) - 기적 (Wonder) - 애쉬턴의 영원한 아들 (Ashton's Favorite Son) - 길을 따라 사는 인생 (Out There On The Road) - 알라바마의 작은 양들 (Little Lamb From Alabama) - 멈춘 순간 (Time Stops) - 그녀에게 더 가까이 (Closer To Her) - 수선화 (Daffodils) | 제2막 - 영웅의 길 (Red, White and True) - 우리 사이의 강 (This River Between Us) - 우리 쉼터 (I Don't Need A Roof) - 새 시작 (Start Over) - 새 시작 리프라이즈(Start Over Reprise) - 다음은 뭘까? (What's Next) - 이것이 끝 (How It Ends) - 행진곡 (The Procession) - 이야기의 주인공 – 리프라이즈(Be The Hero Reprise) |

## 공연 정보
- 2019년 12월 4일부터 2020년 2월 9일까지 예술의전당 CJ토월극장에서 한국초연무대를 가졌다.
- 한국 초연에 맞춰 극본을 맡은 존 어거스트가 한국을 찾았다. 존 어거스트는 한국 공연을 관람한 뒤 “한국 프로덕션은 한번도 보지 못한 요소들이 결합돼 있었다.”며 놀라워했다.[3]